# Domus Fulminata
La domus Fulminata (III,VII,3-4) è un edificio romano che si trovava nella regio III della città romana di Ostia.

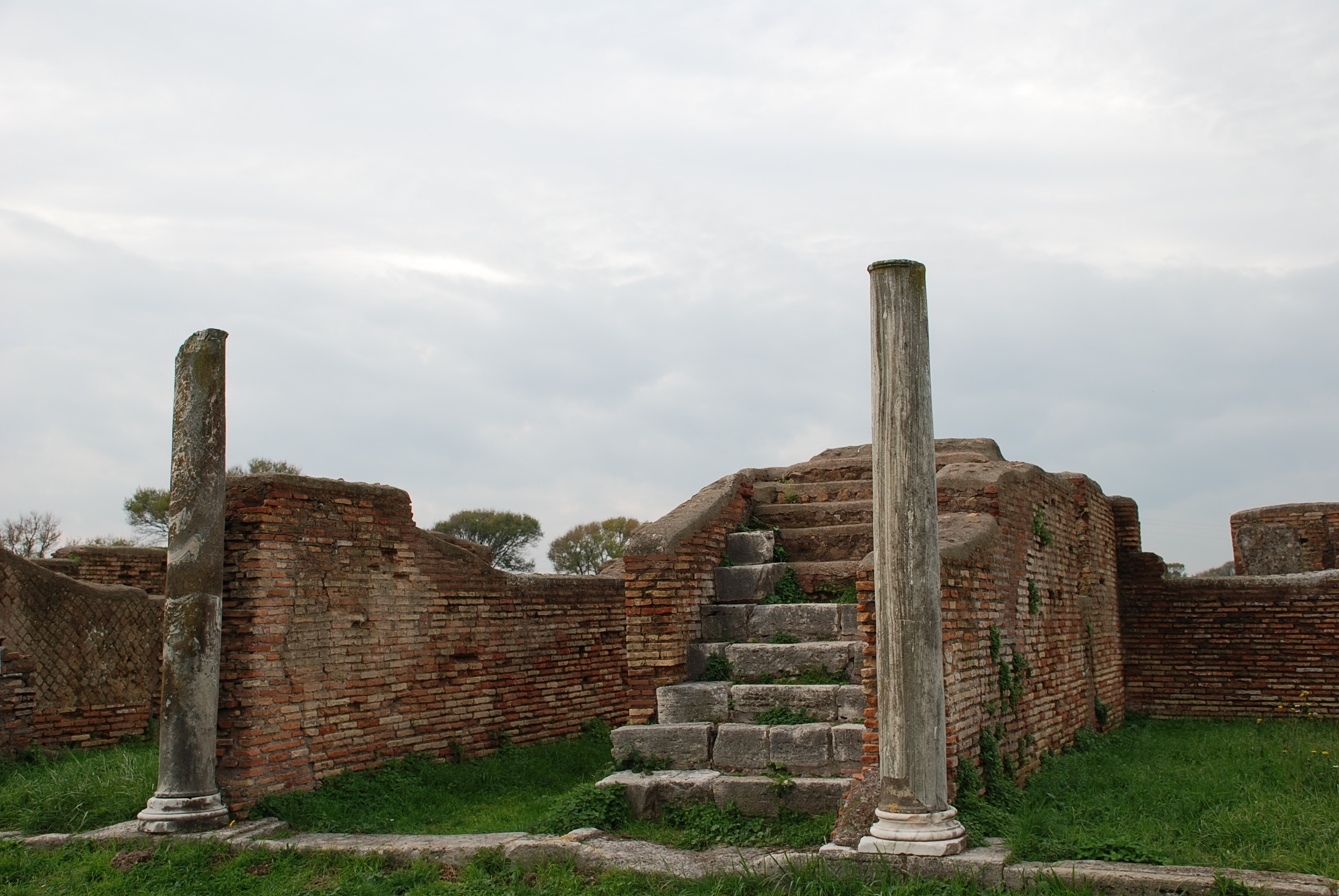
Ingresso tra le colonne

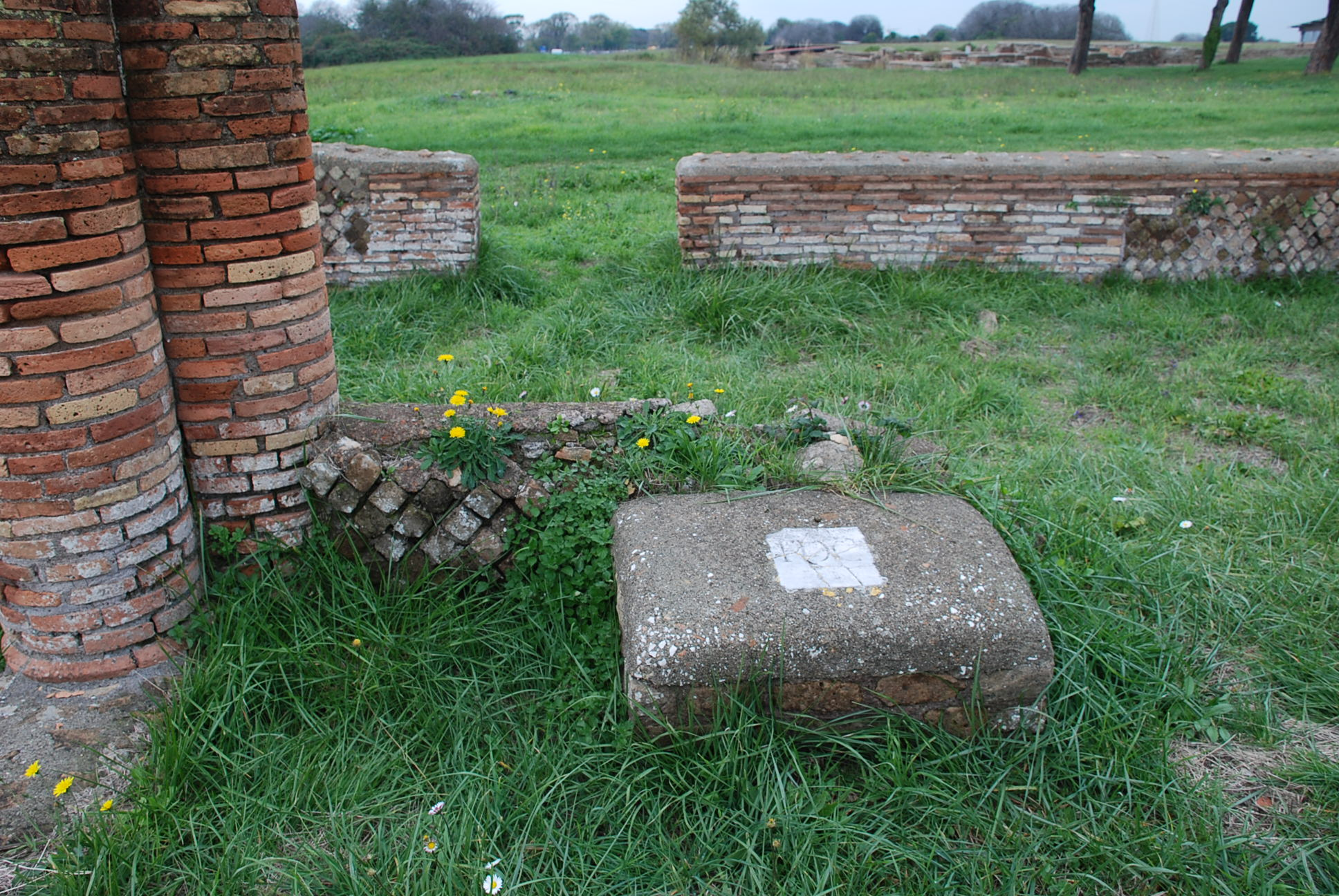
Luogo di sepoltura del fulmine con la targa con l'iscrizione FDC (Fulgur Dium Conditum)

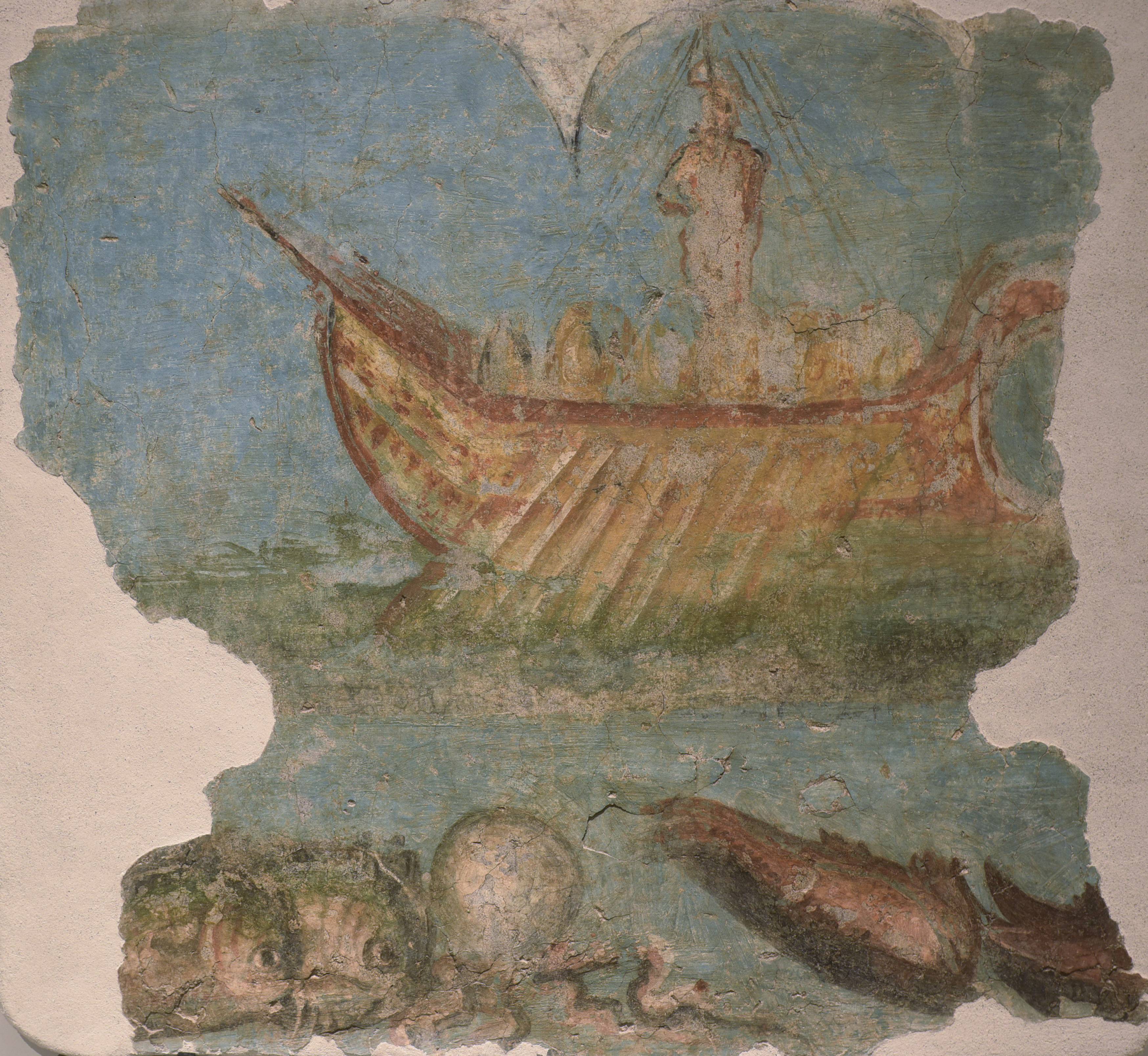
Nave con Ulisse; affresco conservato nel museo archeologico ostiense

## Descrizione
Questo edificio, che deve il nome alla targa che ricorda come fosse stata colpita da un fulmine, si trova nella parte meridionale della regio, con l'ingresso sul decumano massimo, appena fuori Porta Marina, di fronte al Santuario della Bona Dea (IV,VIII,3), vicino al Monumento Funerario (III,VII,2) che si crede vi sia stato sepolto Publio Lucilio Gamala. Scoperto nel 1941 durante gli scavi condotti da Guido Calza, inizialmente ritenuto una domus romana, oggi si ritiene che fosse la sede di una corporazione ostiense.
Costruito del I secolo d.C., e successivamente rimaneggiato, prfesenta una facciata è leggermente concava, riflettendo la forma del più antico Santuario della Bona Dea, in modo che la strada non diventasse troppo stretta. Sulla facciata si trovano sei negozi, due dei quali erano thermopolium, di cui si conservano i banconi e qualche ripiano. Il corridoio d'ingresso, decorato con due colonne e fiancheggiato da una scalinata con gradini in travertino, conduce ad un cortile interno colonnato.
Il tetto del colonnato poggiava su pilastri in mattoni e colonne rotonde in mattoni. Nella parte orientale del cortile si trova un grande bacino d'acqua rettangolare, alimentato da tubazioni in piombo, il cui bordo è decorato con un mosaico di tessere blu, verdi, gialle e rosse. Vicino al muro orientale si trova un pozzo rotondo in marmo, che ben presto perse la sua funzione e divenne un elemento decorativo. Successivamente fu aggiunto un secondo bacino rettangolare nell'angolo nord-est.
Le stanze si trovano solo a nord del cortile: una fila di quattro stanze, tutte interconnesse tramite due porte nelle pareti laterali. Sul pavimento ci sono mosaici geometrici con tessere bianche e nere. Le ampie aperture, le numerose porte e gli alti soffitti sono la prova che non si trattava di stanze abitative, ma di stanze utilizzate per attività particolari, come potevano essere quelle di una corporazione.
LNelle stanze diametralmente opposte, sono stati trovati mosaici in bianco e nero, con motivi geometrici, una raffigurazione di Venere che regge uno specchio, una raffigurazione di Leda e il cigno, un dipinto di Odisseo e le Sirene, dipinti e i mosaici sono riferimenti all'amore e alla seduzione, che fanno ipotizzare che gli ambienti fosse utilizzati per un lupanare.
Nella parte sud-occidentale del cortile si trova una piccola struttura in muratura restaurata, con una piccola targa di marmo in cima, su cui sono incise le lettere F, D, e C: F(ulgur) D(ium) o D(ivum) C(onditum). Quindi questo era un luogo in cui si era svolto il rito per seppellire un fulmine divino. Al di sotto della targa, sono stati ritrovati alcuni oggetti, colpiti dal fulmine, come frammenti di vasi, statuette e lampade in terracotta.